# Quel
Quel is een gemeente in de Spaanse provincie en regio La Rioja met een oppervlakte van 54,78 km². Quel telt 1.992 inwoners (1 januari 2016).